# گیرنده اینترلوکین
گیرندهٔ اینترلوکین نوعی گیرنده سیتوکینی برای مولکول‌های اینترلوکین هستند.

## طبقه‌بندی
گیرنده‌های اینترلوکین به دو گروه ۱ و ۲ تقسیم‌بندی می‌شوند:

### گروه ۱
- گیرندهٔ اینترلوکین ۲
- گیرندهٔ اینترلوکین ۳
- گیرندهٔ اینترلوکین ۴
- گیرندهٔ اینترلوکین ۵
- گیرندهٔ اینترلوکین ۶
- گیرندهٔ اینترلوکین ۷
- گیرندهٔ اینترلوکین ۹
- گیرندهٔ اینترلوکین ۱۱
- گیرندهٔ اینترلوکین ۱۲
- گیرندهٔ اینترلوکین ۱۳
- گیرندهٔ اینترلوکین ۱۵
- گیرندهٔ اینترلوکین ۲۱
- گیرندهٔ اینترلوکین ۲۳
- گیرندهٔ اینترلوکین ۲۷

### گروه ۲
- گیرندهٔ اینترلوکین ۱۰
- گیرندهٔ اینترلوکین ۲۰
- گیرندهٔ اینترلوکین ۲۲
- گیرندهٔ اینترلوکین ۲۸

### متفرقه
- گیرندهٔ اینترلوکین ۱
- گیرندهٔ اینترلوکین ۸